# Sabine Noack
Sabine Noack (* 22. April 1974 in Berlin) ist eine deutsche Mezzosopranistin.

## Vita
Sabine Noack studierte an der Hochschule für Musik „Hanns Eisler“ Berlin Gesang bei Kammersängerin Renate Hoff und Anneliese Fried sowie Lied bei Eric Schneider und Wolfram Rieger. Daneben besuchte sie Meisterkurse bei Brigitte Fassbaender, Michelle Breedt, Renata Scotto und Julia Varady. In der Saison 2001/02 war sie Mitglied im Opernstudio Marseille. Sie war Stipendiatin des Richard-Wagner-Verbandes und gewann 2001 in Wien den CNIPAL-Sonderpreis beim 20. Internationalen Belvedere-Wettbewerb.
Sabine Noack trat seit 1997 – vor allem bei Vortrags- und Liederabenden – als Duo mit der Pianistin Albena Börger auf. Nach Konzerten unter anderem mit dem Orchestre Regional de Cannes, beim Festival d’Avignon, an der Opéra de Marseille und beim Rheingau Musikfestival war sie von 2003 bis 2009 am Anhaltischen Theater Dessau engagiert. Von 2009 bis 2016 war sie am Landestheater Niederbayern engagiert, in der Saison 2016/17 am Theater Nordhausen. Zur Saison 2017/18 kehrte sie ans Landestheater Niederbayern zurück.
Daneben trat sie unter anderem auch bei den Europäischen Wochen Passau und dem Kulturwald-Festival Blaibach auf. Gastspiele haben sie an die Opern- und Theaterhäuser mehrerer deutscher Städte geführt.